# Richard Geigel
Richard Geigel, né le 4 juin 1859 à Wurtzbourg où il est mort le 2 décembre 1930, est un interniste allemand. 

## Biographie
Il reçoit son doctorat en médecine de l'Université de Wurtzbourg en 1883 avec la thèse Über Variabilität in der Entwicklung der Geschlechtsorgane beim Menschen puis, en 1888, obtient une habilitation. 
Il devient en 1898 Professeur associé de balnéothérapie et d'hydrothérapie à Wurtzbourg. 
Son nom est associé au réflexe de Geigel (chez les femmes), décrit comme une contraction des fibres musculaires au bord supérieur du ligament de Poupart lorsque la face interne de la cuisse est caressée doucement. Il correspond au réflexe crémastérien des hommes. 

## Publications
- Über Variabilität in der Entwicklung der Geschlechtsorgane beim Menschen (dissertation), 1883
- Wärmeregulation und Kleidung, 1884
- Beiträge zur Lehre vom Diabetes insipidus, 1885
- Die Hauttemperatur im Fieber und bei Darreichung von Antipyreticis (habilitation thesis), 1888
- Die Rückstosselevation bei Insufficienz der Aortenklappen, 1888.
- Ueber Hepatitis suppurativa, 1889
- Die Circulation im Gehirn und ihre Störungen, 1889
- Ueber alternirende Mitralinsufficienz, 1890[4]
- Die Mechanik der Blutversorgung des Gehirns. Eine Studie, 1890
- Leitfaden der diagnostischen Akustik, 1908
- Lehrbuch der Herzkrankheiten, 1920
- Lehrbuch der Lungenkrankheiten, 1922
- Wetter und Klima; ihr Einfluss auf den gesunden und auf den kranken Menschen, 1924
- Gehirnkrankheiten, 1925